# Mbaracayú (Paraguay)
Mbaracayú, antiguamente conocido como Gleba 4, es un distrito paraguayo del Departamento de Alto Paraná. Se encuentra a unos 430 kilómetros de Asunción sobre un ramal que parte de la Ruta PY07. En este distrito se encuentra la Reserva Itabó, donde el río Itabó atraviesa la reserva de oeste a este con sus dos brazos, Itabó Sur e Itabó Norte, y algunos afluentes.

## Toponimia
Proviene del guaraní «Mbarakaju» (sonajera divina), figura prominente de la mitología guaraní.

## Municipio
Por Ley N.º 116/90, en fecha 4 de enero de 1991, se creó el municipio de Mbaracayú. El primer intendente y propulsor fue Santiago Hermenegildo Aranda Gorostiaga, del partido Colorado, ANR, que desempeñó el cargo desde de su creación hasta su fallecimiento, el 18 de diciembre de 1991.

## Geografía
Como rasgos característicos destacan dos elementos muy diversos: por una parte presenta tierras altas y onduladas, mientras que en las más próximas al río Paraná existen pendientes pronunciadas y altos barrancos en casi toda la extensión del curso de agua. 
Casi toda la zona estuvo cubierta, en el pasado, por frondosos bosques, pero el proceso de depredación que se inició en los años 60 y prosiguió en las décadas posteriores, hizo que desapareciesen, pues los desmontes se acompañaron de instalación de explotaciones agrícolas tornando la situación irreversible. El área delimitada del municipio de Mbaracayú abarca la superficie 98.046 hectáreas.
Sus tierras están regadas por el río Paraná y sus afluentes, como el río Limoy; otros cursos de agua importantes que riega la zona constituyen los arroyos Itabómi y Fortuna. Limita al norte con San Alberto, separado por el río Limoy; al sur con Hernandarias; al este con Brasil, separado por el río Paraná; al oeste con Hernandarias e Itakyry.

## Clima
Desde la perspectiva climática se destaca que la temperatura media anual oscila entre 21 °C y 22 °C. Durante el caluroso verano se registran temperaturas de hasta 39 °C, mientras que en el invierno se observan mínimas de hasta 0 °C.
En cuanto a las precipitaciones, presentan lluvias abundantes, con un promedio que oscila entre 1.650 y 1.700 mm, el índice de humedad y las abundantes precipitaciones favorecen a la agricultura.

## Subdivisión
Mabaracayú se divide administrativamente en los siguientes barrios y compañías: Centro urbano, Puerto Indio, km 42 Gral. Díaz, Colonia Guaraní, Gleba 10, Tercera Línea Tapé Porã (Línea Scherer), San Blas Fortuna, Bella Vista, San Carlos, Gleba 3, Gleba 5, Yacaré Valija y Barro Blanco.

## Economía
Es uno de los principales polos de desarrollo del país, en lo que respecta a la agricultura es uno de los principales productores de la soja y el trigo, por lo que se lo considera como el granero nacional. Produce además mandioca, girasol, maíz, algodón, entre otros. 
En la ganadería tiene una discreta relevancia en la que proyecta una evolución coherente en varios rubros, pero salta a la vista que no es el punto fuerte de la región, poseen ganado vacuno y porcino.

## Infraestructura
La principal vía de comunicación terrestre es la Ruta PY07, con un ramal que parte del mismo y llega a la ciudad de Mbaracayú. Esta ruta lo conecta con Ciudad del Este, donde empalma con la Ruta PY02. La ciudad, por su situación fronteriza, recibe gran influencia de sus vecinos, en especial del Brasil. Los viajeros y visitantes cuentan para su traslado, dentro del mismo y su enlace con otros, ómnibus modernos y cómodos. Para los traslados internos se tienen ómnibus de pequeña capacidad.